# Örnsköldsviks kommun
Örnsköldsviks kommun är en kommun i Västernorrlands län och landskapet Ångermanland. Kommunen är Västernorrlands läns näst folkrikaste kommun efter Sundsvalls kommun. Centralorten Örnsköldsvik är kommunens största tätort. 
Kommunen har kust mot Bottenhavet och genom området rinner bland annat Gideälven. Höga Kusten är klassat som världsarv och inkluderar Skuleskogens nationalpark. Det finns en lång tradition av industrier, i synnerhet kopplad till timmer  och pappersmassa. 
Örnsköldsviks kommun har traditionellt varit ett starkt fäste för Socialdemokraterna som styrt kommunen sedan kommunsammanslagningen på 1970-talet, vissa mandatperioder i koalition med Vänsterpartiet. Efter valet 2022 tog dock en koalition bestående av C, KD och M ("Öviksalliansen") för första gången över styret i kommunen.
Befolkningens medelålder är något högre än genomsnittet för Sverige och folkmängden har varit minskande sedan 1980-talet, även om trenden avstannat sedan 2005.

## Administrativ historik
Kommunens område motsvarar socknarna Anundsjö, Arnäs, Björna, Gideå, Grundsunda, Mo, Nätra, Sidensjö, Själevad, Skorped och Trehörningsjö. I dessa socknar bildades vid kommunreformen 1862 landskommuner med motsvarande namn. Samtidigt bröts köpingskommunen Örnsköldsviks köping ut från Själevads socken. Köpingen ombildades 1 juli 1894 till Örnsköldsviks stad.  
Vid kommunreformen 1952 uppgick Sidensjö landskommun i Nätra landskommun och Skorpeds landskommun uppgick i Anundsjö landskommun medan landskommunerna Arnäs, Björna, Gideå, Grundsunda, Mo, Själevad och Trehörningsjö samt Örnsköldsviks stad förblev opåverkade.
1963 uppgick Mo landskommun i Själevads landskommun och Arnäs landskommun införlivades i Örnsköldsviks stad. Örnsköldsviks kommun bildades vid kommunreformen 1971 av Örnsköldsviks stad och landskommunerna Anundsjö, Björna, Gideå, Grundsunda, Nätra, Själevad och Trehörningsjö.
Kommunen ingick från bildandet till 25 februari 2002 i Örnsköldsviks domsaga och ingår sen dess i Ångermanlands domsaga.
Kommunen ingår sedan 2019 i Förvaltningsområdet för finska och för samiska, kommunnamnet på samiska är Orrestaaren tjïelte

## Geografi
Kommunen ligger i länets norra del och gränsar i norr till Västerbottens län och kommunerna Åsele, Bjurholm och Nordmaling, i väster till Sollefteå kommun och i söder till Kramfors kommun, de två sistnämnda i Västernorrlands län. Örnsköldsviks kommun är Västernorrlands läns näst folkrikaste kommun efter Sundsvalls kommun.

### Topografi och hydrografi

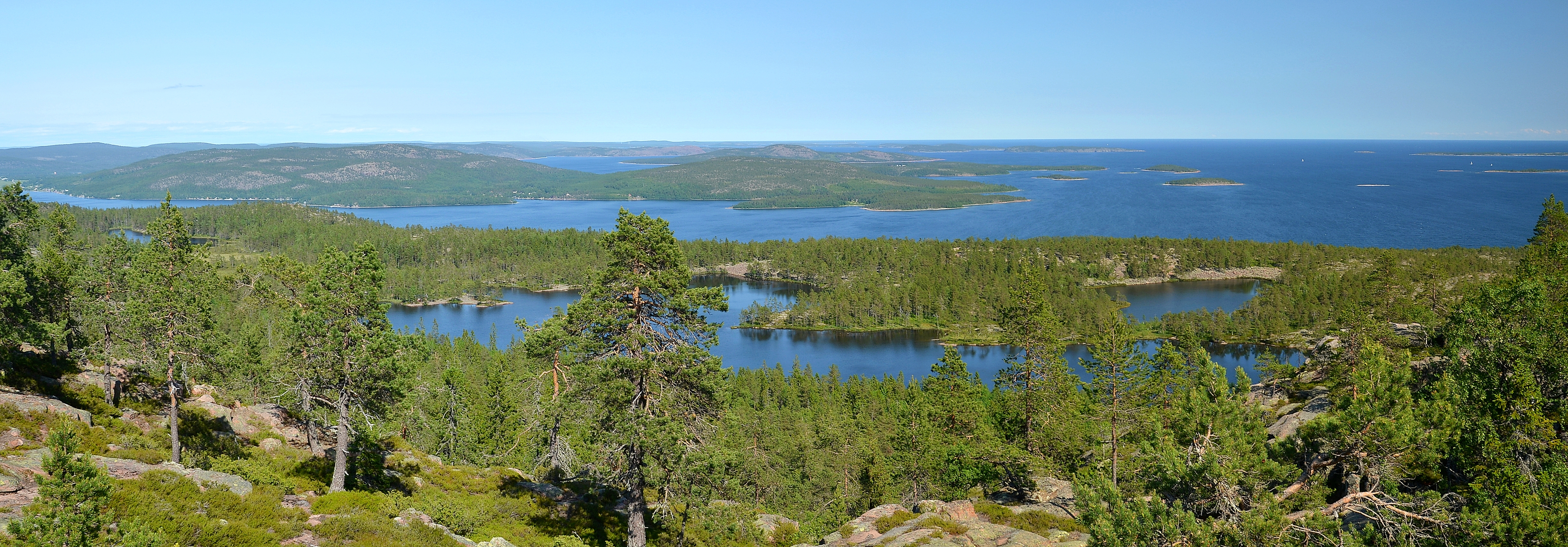
Höga Kusten 2015

Kommunen kännetecknas av en berggrund som sluttar försiktigt mot kusten och bildar ett platålandskap med djupt inskurna dalar, vilket ger ett rutformigt utseende. Den kuperade terrängen sträcker sig ända ut i Bottenhavet, där Höga kustens djupa fjärdar omges av en vildmark med kraftig terräng och en skärgård av klippöar.
Stora delar av kommunen låg under havsnivån när inlandsisen smälte bort, vilket resulterade i kalspolade hällar, klappersten och svallgrus längs en bred zon innanför kusten. I de odlade dalarna finns tjocka jordlager av sand och lera där vattendrag som Gideälven, Moälven och Nätraån har skurit sig ned i djupa raviner. De moränklädda högplatåerna i inlandet har en fjälliknande skogsmark. Både dalarna och högplatåerna är relativt rika på sjöar och områden med myrmark.
Nedan presenteras andelen av den totala ytan 2020 i kommunen jämfört med riket.
|  | Bebyggelse (2,3 %) |

|  | Skog (85,0 %) |

|  | Öppen myrmark (4,5 %) |

|  | Jordbruksmark (2,3 %) |

|  | Övrig mark (5,9 %) |

|  | Bebyggelse (3,1 %) |

|  | Skog (68,0 %) |

|  | Öppen myrmark (7,2 %) |

|  | Jordbruksmark (7,4 %) |

|  | Övrig mark (14,3 %) |

### Naturskydd
I kommunen finns en nationalpark, Skuleskogens nationalpark. Nationalparken är kommunöverskridande och hör även till Kramfors kommun. Nationalparken är inkluderad i världsarvet Höga Kusten. Det finns också 39 naturreservat i kommunen. Däribland sydväxtberget Billaberget, Killingkullen med tallskog som präglats av bränder samt Lillsjöslåttern med bevattnad slåttermyr.

### Administrativ indelning
Innan distriktsindelningen 2016 var kommunen för befolkningsrapportering indelad i 11 församlingar – Anundsjö, Arnäs, Björna, Gideå-Trehörningsjö, Grundsunda, Mo, Nätra, Sidensjö, Själevads, Skorped och Örnsköldsvik.

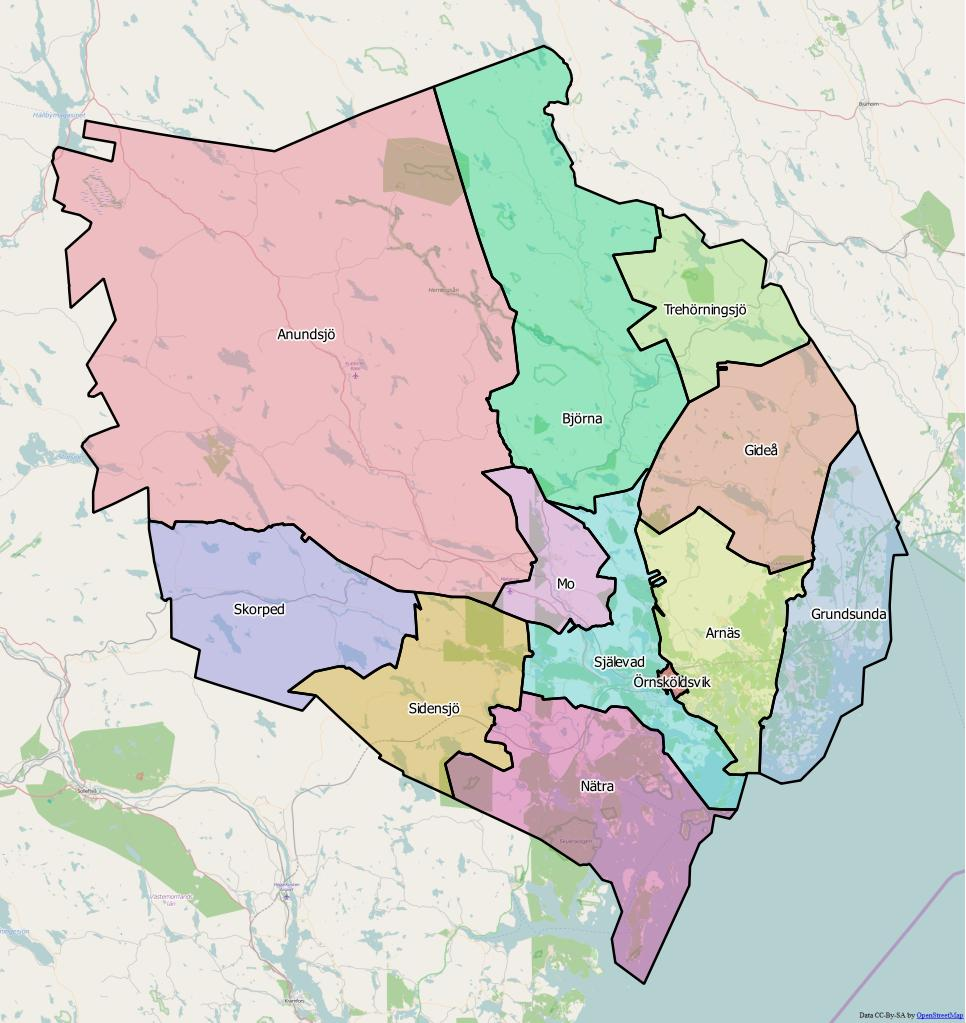
Distrikt inom Örnsköldsviks kommun

Sedan 2016 indelas kommunen i 12 distrikt – Anundsjö, Arnäs, Björna, Gideå, Grundsunda, Mo, Nätra, Sidensjö, Själevad, Skorped, Trehörningsjö och Örnsköldsvik.

### Tätorter
Vid tätortsavgränsningen av Statistiska centralbyrån den 31 december 2015 fanns det 14 tätorter i Örnsköldsviks kommun. 
| Nr | Tätort       | Folkmängd |
| -- | ------------ | --------- |
| 1  | Örnsköldsvik | 32 493    |
| 2  | Bjästa       | 1 845     |
| 3  | Husum        | 1 593     |
| 4  | Bredbyn      | 1 200     |
| 5  | Köpmanholmen | 1 194     |
| 6  | Mellansel    | 825       |
| 7  | Björna       | 430       |
| 8  | Sidensjö     | 380       |
| 9  | Billsta      | 361       |
| 10 | Åmynnet      | 333       |
| 11 | Moliden      | 300       |
| 12 | Gideå        | 255       |
| 13 | Långviksmon  | 220       |
| 14 | Gottne       | 212       |

Centralorten är i fet stil.

## Styre och politik

### Styre
Socialdemokraterna har, sedan kommunsammanslagningen i början av 70-talet,  varit det styrande partiet i kommunen. Med kommunalrådet Elvy Söderström i spetsen, fick partiet vid kommunvalet 2010 31 av totalt 61 mandat i kommunfullmäktige, och därmed egen majoritet. Vid valet 2014 förlorade Socialdemokraterna den egna majoriteten men fortsatte att styra tillsammans med Vänsterpartiet. Efter valet 2018 upphörde majoritetssamarbetet mellan S och V, vilket innebär att Socialdemokraterna styr i minoritet. Valet 2022 innebar att vänsterblocket (S + V) för första gången sedan kommunen bildades inte längre har majoritet i kommunfullmäktige och att Centerpartiet, Moderaterna och Kristdemokraterna avser att styra i minoritet under mandatperioden.

### Kommunfullmäktige

#### Presidium
| Presidium 2022–2026    | Presidium 2022–2026 | Presidium 2022–2026 |
| ---------------------- | ------------------- | ------------------- |
| Ordförande             | C                   | Anna-Lena Lindberg  |
| Förste vice ordförande | KD                  | Lars Eidenvall      |
| Andre vice ordförande  | S                   | Tony Olsson         |

#### Mandatfördelning 1970–2022
| 3 | 31 | 14 | 7 | 3 | 3 |

| 55 |

|  | 30 | 17 | 5 | 3 | 4 |

| 49 | 12 |

|  | 30 | 17 | 5 | 3 | 4 |

| 48 | 13 |

|  | 30 | 18 | 4 | 3 | 4 |

| 45 | 16 |

|  | 33 | 15 |  | 3 | 6 |

| 46 | 15 |

|  | 32 | 12 | 6 | 3 | 6 |

| 44 | 17 |

|  | 32 | 3 | 11 | 6 | 4 | 4 |

| 41 | 20 |

|  | 31 |  | 10 | 4 | 7 | 7 |

| 36 | 25 |

|  | 35 |  | 9 | 4 | 4 | 5 |

| 32 | 29 |

| 5 | 31 |  | 8 |  | 7 | 6 |

| 32 | 29 |

| 3 | 34 | 9 | 4 | 7 | 4 |

| 33 | 28 |

|  | 35 |  | 10 |  | 5 | 6 |

| 32 | 29 |

|  | 31 |  |  | 9 |  | 5 | 8 |

| 33 | 28 |

| 3 | 28 |  | 3 | 10 |  | 5 | 8 |

| 33 | 28 |

| 5 | 26 | 5 | 13 | 5 | 7 |

| 32 | 29 |

| 4 | 23 | 6 | 12 | 6 | 10 |

| 30 |  | 30 |

### Nämnder

#### Kommunstyrelse
| Presidium 2023-2026    | Presidium 2023-2026 | Presidium 2023-2026  |
| ---------------------- | ------------------- | -------------------- |
| Ordförande             | C                   | Anna-Britta Åkerlind |
| Förste vice ordförande | M                   | Johannes Nordin      |
| Andre vice ordförande  | S                   | Carolina Sondell     |

#### Lista över kommunstyrelsens ordförande
Kommunstyrelsens ordförande är även kommunens kommunalråd. 
| Namn | Namn                 | Från | Till | Politisk tillhörighet |
| ---- | -------------------- | ---- | ---- | --------------------- |
|      | Anund Hedberg        | 1971 | 1980 | Socialdemokraterna    |
|      | Vidar Fahlén         | 1981 | 1994 | Socialdemokraterna    |
|      | Elvy Söderström      | 1995 | 2014 | Socialdemokraterna    |
|      | Glenn Nordlund       | 2015 | 2018 | Socialdemokraterna    |
|      | Per Nylén            | 2019 | 2022 | Socialdemokraterna    |
|      | Anna-Britta Åkerlind | 2023 |      | Centerpartiet         |

#### Övriga nämnder
Kostnämnden är kommungemensam med Umeå, Vännäs, Nordmaling, Vindeln och Robertsfors.
| Nämnd                      | Ordförande | Ordförande           | Vice ordförande | Vice ordförande | Andre vice ordförande | Andre vice ordförande |
| -------------------------- | ---------- | -------------------- | --------------- | --------------- | --------------------- | --------------------- |
| Bildningsnämnden           | M          | Maria Gulliksson     | C               | Elin Mårtensson | S                     | Erika Howcroft        |
| Krisledningsnämnden        | C          | Anna-Britta Åkerlind | M               | Johannes Nordin | S                     | Carolina Sondell      |
| Kultur- och fritidsnämnden | C          | Björn Olsson         | KD              | Birgitta Sedin  | S                     | Bo Strömstedt         |
| Myndighetsnämnden          | C          | Anna-Britta Åkerlind | M               | Johannes Nordin | S                     | Carolina Sondell      |
| Samhällsbyggnadsnämnden    | C          | Andreas Jansson      | M               | Felix Frölander | S                     | Mikael Malmén         |
| Valnämnden                 | M          | Jeanette Karlsson    | S               | Mattias Öberg   |                       |                       |
| Välfärdsnämnden            | M          | Annica Jonsson       | M               | Linnea Berggren | S                     | Anna Sundberg         |

Källa:

### Valresultat
| Parti                            | Valdistrikt                | Valdistrikt | Kommun  |
| Parti                            | Starkaste                  | Andel       | Andel   |
| -------------------------------- | -------------------------- | ----------- | ------- |
| S                                | Valhalla                   | 51,55 %     | 37,26 % |
| C                                | Norrflärke-Solberg         | 47,12 %     | 19,05 % |
| M                                | Centrum                    | 21,21 %     | 15,23 % |
| KD                               | Haffsta                    | 14,41 %     | 8,87 %  |
| SD                               | Grundsunda N               | 15,20 %     | 8,82 %  |
| V                                | Norrlungånger              | 10,04 %     | 6,60 %  |
| L                                | Övre                       | 2,85 %      | 1,48 %  |
| MP                               | Sjukhuset                  | 2,98 %      | 1,47 %  |
| ÖVR                              | Björna Norra-Trehörningsjö | 2,09 %      | 0,69 %  |
| LPo                              | Arnäsvall                  | 1,01 %      | 0,28 %  |
| Data hämtat från Valmyndigheten. |                            |             |         |

Exklusive uppsamlingsdistrikt. Partier som fått mer än en procent av rösterna i minst ett valdistrikt redovisas. Övriga är Lokal Framtid.

## Ekonomi och infrastruktur

### Näringsliv
Kommunens historia är tätt förknippad med timmer- och pappersmassaindustri. MoDo var under lång tid den helt dominerande arbetsgivaren. Både Domsjö Fabriker och pappersbruket i Husum har idag andra ägare.
Även verkstadsindustrin har en lång tradition i kommunen, främst representerad av Hägglund & Söner som grundades 1899. Företaget hade tillverkning av bl.a. spårvagnar, bussar och andra fordon samt lyftkranar. Idag är företaget uppdelat i flera olika företag med internationella ägare såsom BAE Hägglunds och Bosch Rexroth Mellansel. 

#### Tjänster och turism
Ulvön är skärgårdens största turistmål med kulturella värden i form av välbevarade sjöbodar, bostadshus och gistvallar.
Höga kusten, en mycket dramatisk kuststräcka med många fina vyer, som lockar turism precis som Höga kustenleden, som är en 127 km lång vandringsled genom Höga Kusten.

### Handel
Örnsköldsviks kommun är en viktig exportkommun med 3,5 procent av Sveriges export, betydligt mer än befolkningsandelen 0,7 procent.

### Infrastruktur

#### Transporter
Riksdagen tog år 1891 beslut om att en ny stadsbana skulle anläggas i Örnsköldsvik. Denna skulle ansluta till stambanan vid Mellansels station. År 2003 erhöll Örnsköldsvik stationshus en klassificering som byggnadsminne.
Genom Örnsköldsviks centrala delar går Europaväg 4 (E4), en vägsträcka som dagligen används av 22 000 fordon per dygn. Det har funnits önskemål från kommunen om att dragningen ska göras om.
Örnsköldsvik Airport är Örnsköldsviks flygplats och ägs av Örnsköldsvik kommun. Det var den första flygplatsen i världen som hade flygtrafikledning på distans.

#### Utbildning
I Örnsköldsvik finns Örnsköldsviks gymnasium, den kommunala gymnasieskolan, som rent fysiskt består av Parkskolan och Nolaskolan. Det finns även två fristående gymnasieskolor, Höga Kusten Teoretiska Gymnasium och Örnsköldsviks Praktiska Gymnasium.
På Campus Örnsköldsvik erbjuder Umeå universitet utbildning. Där undervisas till exempel sjuksköterskestudenter och blivande processoperatörer.

## Befolkning

### Demografi

#### Statistik
Den 31 december 2017 hade Örnsköldsviks kommun en könsfördelning på 1,02 män per kvinna. Fördelat på ålder såg könsfördelningen ut på följande sätt:
- 0–14 år: 1,05 män per kvinna
- 15–24 år: 1,13 män per kvinna
- 25–54 år: 1,08 män per kvinna
- 55–64 år: 1,05 män per kvinna
- 65 år och äldre: 0,88 män per kvinna

Åldersfördelningen i Örnsköldsviks kommun enligt siffror från Statistiska centralbyrån avseende förhållandena den 31 december 2017:
| Ålder 31 december 2017 | Antal  | Andel   | Varav män | Kvinnor |
| ---------------------- | ------ | ------- | --------- | ------- |
| 0–14 år                | 9 651  | 17,19 % | 4 942     | 4 709   |
| 15–24 år               | 5 867  | 10,45 % | 3 116     | 2 751   |
| 25–54 år               | 20 152 | 35,90 % | 10 449    | 9 703   |
| 55–64 år               | 6 923  | 12,33 % | 3 551     | 3 372   |
| 65+ år                 | 13 546 | 24,13 % | 6 325     | 7 221   |

Kommunen hade den 31 december 2017 en befolkningstäthet på 8,8 invånare per km², medan den i riket var 24,8 inv/km². Medelåldern i kommunen år 2016 var 43,6 år (varav 42,5 år för män och 44,7 år för kvinnor) vilket ligger över rikets genomsnitt på 41,2 år (varav 40,3 år för män och 42,2 år för kvinnor).

#### Befolkningsutveckling
Kommunen har 55 443 invånare (31 december 2024), vilket placerar den på 46:e plats avseende folkmängd bland Sveriges kommuner.
Mellan 1970 och 2015 minskade befolkningen i Örnsköldsviks kommun med 8,0 % jämfört med hela Sveriges befolkning som under samma period ökade med 18,0 %.
| Befolkningsutvecklingen i Örnsköldsviks kommun 1970–2020                                                        | Befolkningsutvecklingen i Örnsköldsviks kommun 1970–2020 | Befolkningsutvecklingen i Örnsköldsviks kommun 1970–2020 | Befolkningsutvecklingen i Örnsköldsviks kommun 1970–2020 | Befolkningsutvecklingen i Örnsköldsviks kommun 1970–2020 |
| --- | -------------------------------------------------------- | -------------------------------------------------------- | -------------------------------------------------------- | -------------------------------------------------------- |
| |                                                          |                                                          |                                                          |                                                          |
| År |                                                          |                                                          | Folkmängd                                                |                                                          |
| 1970 | 1970                                                     |                                                          | 60 374                                                   |                                                          |
| 1975 | 1975                                                     |                                                          | 60 378                                                   |                                                          |
| 1980 | 1980                                                     |                                                          | 60 552                                                   |                                                          |
| 1985 | 1985                                                     |                                                          | 59 891                                                   |                                                          |
| 1990 | 1990                                                     |                                                          | 59 379                                                   |                                                          |
| 1995 | 1995                                                     |                                                          | 58 246                                                   |                                                          |
| 2000 | 2000                                                     |                                                          | 55 702                                                   |                                                          |
| 2005 | 2005                                                     |                                                          | 54 943                                                   |                                                          |
| 2010 | 2010                                                     |                                                          | 55 073                                                   |                                                          |
| 2015 | 2015                                                     |                                                          | 55 576                                                   |                                                          |
| 2020 | 2020                                                     |                                                          | 55 807                                                   |                                                          |
| Anm: Uppgifterna avser förhållandena den 31 december enligt den kommunala indelningen den 1 januari året efter. |                                                          |                                                          |                                                          |                                                          |

#### Utländsk bakgrund
Andelen med utländsk bakgrund var 31 december 2016 10,0 % av befolkningen, vilket är under riksgenomsnittet på 22 %.
Den 31 december 2016 utgjorde antalet invånare med utländsk bakgrund (utrikes födda personer samt inrikes födda med två utrikes födda föräldrar) 5 575, eller 9,96 % av befolkningen (hela befolkningen: 55 964 den 31 december 2016). Den 31 december 2002 utgjorde antalet invånare med utländsk bakgrund enligt samma definition 2 753, eller 6,00 % av befolkningen (hela befolkningen: 55 047 den 31 december 2002).
| Bakgrund den 31 december 2016                             | Antal  | Andel   | Varav män | Kvinnor |
| --------------------------------------------------------- | ------ | ------- | --------- | ------- |
| Utrikes födda                                             | 4 743  | 8,48 %  | 2 343     | 2 400   |
| Inrikes födda med två utrikes födda föräldrar             | 832    | 1,49 %  | 450       | 382     |
| Inrikes födda med en inrikes och en utrikes född förälder | 2 448  | 4,37 %  | 1 243     | 1 205   |
| Inrikes födda med två inrikes födda föräldrar             | 47 941 | 85,66 % | 24 232    | 23 709  |

#### Invånare efter de vanligaste födelseländerna
Denna tabell redovisar födelseland för Örnsköldsviks kommuns invånare enligt den statistik som finns tillgänglig från Statistiska centralbyrån (SCB). SCB redovisar endast födelseland för de fem nordiska länderna samt de 12 länder med flest antal utrikes födda i hela riket. En person som inte kommer från något av de här 17 länderna har istället av SCB förts till den världsdel som födelselandet tillhör. Personer födda i Sovjetunionen samt de personer med okänt födelseland är också medtagna i statistiken.
| Födelseland 31 december 2017 | Födelseland 31 december 2017      | Födelseland 31 december 2017 | Födelseland 31 december 2017 | Födelseland 31 december 2017 |
| ---------------------------- | --------------------------------- | ---------------------------- | ---------------------------- | ---------------------------- |
| Nr                           | Land/världsdel                    | Antal                        | Andel                        | Andel i hela riket           |
| 1                            | Sverige                           | 51 003                       | 90,85 %                      | 81,45 %                      |
| 2                            | Syrien                            | 790                          | 1,41 %                       | 1,70 %                       |
| 3                            | Finland                           | 682                          | 1,21 %                       | 1,49 %                       |
| 4                            | Asien: Övriga länder              | 619                          | 1,10 %                       | 2,22 %                       |
| 5                            | Afrika: Övriga länder             | 444                          | 0,79 %                       | 1,01 %                       |
| 6                            | Europeiska unionen: Övriga länder | 364                          | 0,65 %                       | 2,15 %                       |
| 7                            | Eritrea                           | 338                          | 0,60 %                       | 0,39 %                       |
| 8                            | Thailand                          | 267                          | 0,12 %                       | 0,41 %                       |
| 9                            | Irak                              | 246                          | 0,44 %                       | 1,39 %                       |
| 10                           | Afghanistan                       | 230                          | 0,41 %                       | 0,43 %                       |
| 11                           | Sydamerika                        | 164                          | 0,29 %                       | 0,70 %                       |
| 12                           | Europa utom EU: Övriga länder     | 153                          | 0,27 %                       | 0,77 %                       |
| 13                           | Norge                             | 130                          | 0,23 %                       | 0,42 %                       |
| 14                           | Tyskland                          | 129                          | 0,23 %                       | 0,50 %                       |
| 15                           | Nordamerika                       | 125                          | 0,22 %                       | 0,38 %                       |
| 16                           | Polen                             | 97                           | 0,19 %                       | 0,90 %                       |
| 17                           | Somalia                           | 93                           | 0,17 %                       | 0,66 %                       |
| 18                           | Iran                              | 90                           | 0,16 %                       | 0,73 %                       |
| 19                           | Turkiet                           | 48                           | 0,09 %                       | 0,48 %                       |
| 20                           | Bosnien och Hercegovina           | 44                           | 0,08 %                       | 0,58 %                       |
| 21                           | / SFR Jugoslavien/FR Jugoslavien  | 34                           | 0,06 %                       | 0,65 %                       |
| 22                           | Danmark                           | 31                           | 0,06 %                       | 0,40 %                       |
| 23                           | Oceanien                          | 9                            | 0,02 %                       | 0,06 %                       |
| 24                           | Okänt födelseland                 | 6                            | 0,01 %                       | 0,01 %                       |
| 25                           | Sovjetunionen                     | 3                            | 0,01 %                       | 0,06 %                       |
| 26                           | Island                            | 0                            | 0,00 %                       | 0,06 %                       |

#### Utländska medborgare
Den 31 december 2016 hade 2 647 invånare (4,73 %), varav 1 475 män och 1 172 kvinnor, ett utländskt medborgarskap och saknade samtidigt ett svenskt sådant. Personer som har både utländskt och svenskt medborgarskap räknas inte av Statistiska centralbyrån som utländska medborgare.

## Kultur

### Kulturarv
Vid Genesmons friluftsområde gjordes utgrävningar under 1970- och 80- talen. Där återfanns lämningar efter en gård från första årtusendet. Därtill finns Gravfältet i Holm samt Björkå gravfält med ett 60-tal gravar bevarade.
Ting1 är ett bostadshus med annorlunda arkitektur som kallats för Örnsköldsviks signaturbyggnad. Huset är en utbyggnad på det kulturmärkta gamla tingshuset från 1967.

### Kommunvapen
Örnsköldsviks kommunvapen fastställdes av Kungl. Maj:t 1894 för Örnsköldsviks stad. Då var det mer naturalistiskt utformat, varför man lät göra en ny fastställelse så sent som 1972. Detta var alldeles i skiftet mellan olika regelverk, varför det också registrerades av PRV redan 1974.

### Sport

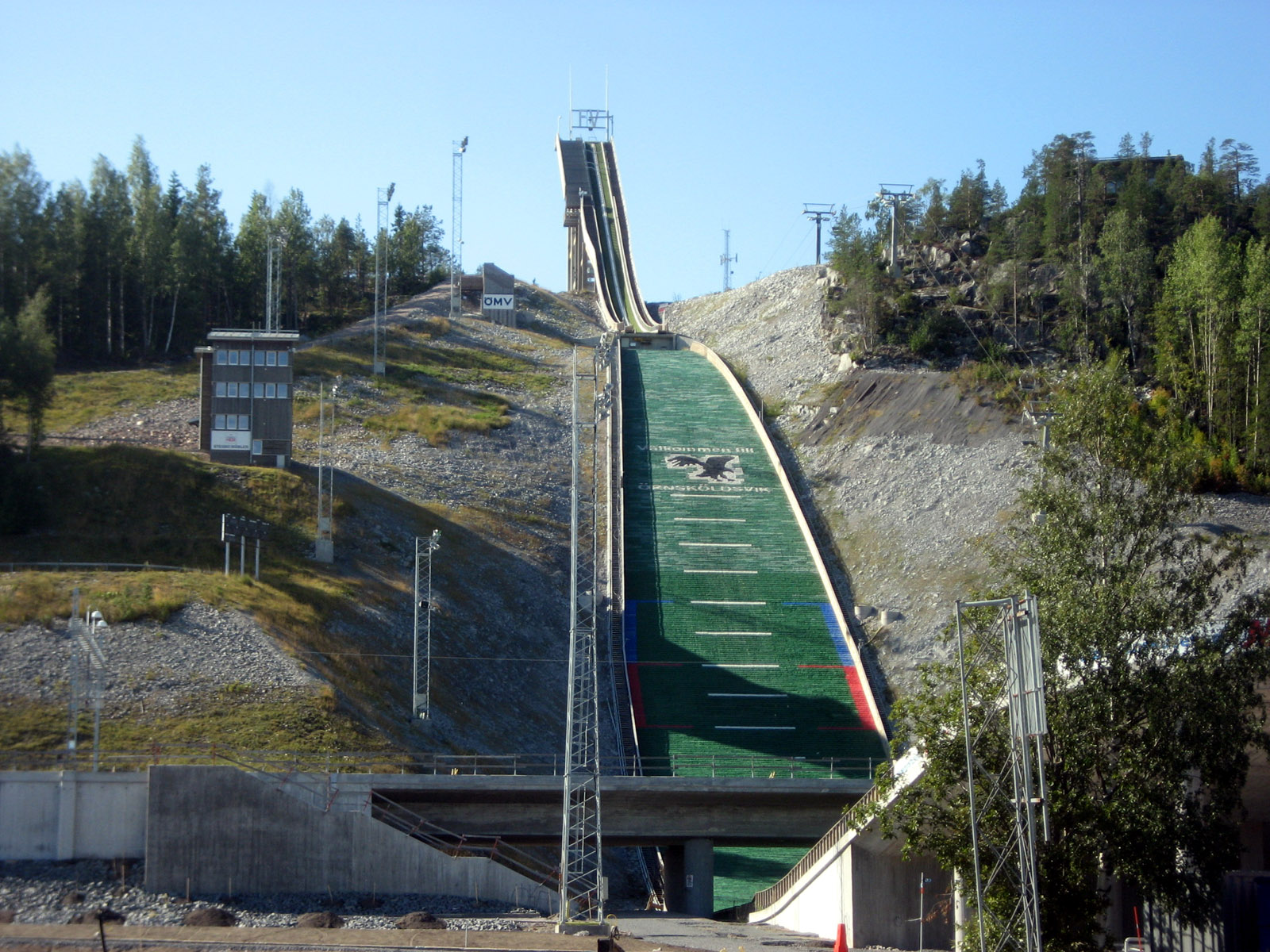
Hoppbacken på Paradiskullen

IF Friska Viljor är en idrottsförening i Örnsköldsvik som är välkänd inom backhoppning och nordisk kombination. Föreningen är ägare av Paradiskullen där en av nordens bästa träningsanläggningar för backhoppning finns. Den är centralt belägen  vid Varvsbergets sluttning.
Hägglunds Arena, tidigare kallad Swedbank Arena och Fjällräven Center, är kommunens arena, med en publikkapacitet på 7 600 vid till exempel hockeyevenemang. Arenan är hemmaplan för Modo Hockey, som vann SM-guld 1979 och 2007. Klubben har fostrat spelare som Peter Forsberg, Anders Hedberg, Nils ”Nicke” Johansson, bröderna Henrik och Daniel Sedin samt Markus Näslund.
Centralt i kommunen finns äventyrsbadet Paradiset.